# Hygrotus curvilobus
Hygrotus curvilobus là một loài bọ cánh cứng trong họ Bọ nước. Loài này được Fery, Sadeghi & Hosseinie miêu tả khoa học năm 2005.